# Apsar
El apsar es la moneda no oficial de Abjasia. Las primeras monedas se acuñaron en 2008.

## Monedas
Se han emitido monedas en denominaciones de 1, 2, 10, 20, 25, 50 y 100 apsars, que son de curso legal en Abjasia, aunque su uso es muy limitado, y las monedas se hacen sobre todo para los coleccionistas. La moneda habitualmente usada es el rublo ruso.
El Banco de Abjasia se encarga de emitir las monedas denominadas apsar, y hasta ahora ha publicado dos series: la primera: "Destacadas personalidades de Abjasia" (6 monedas) y la segunda: "La guerra patriótica de la nación Abjasa 1992-1993" (2 monedas). Las personalidades que han aparecido en las monedas son:
- Vladislav Ardzinba, presidente de Abjasia 1994-2005
- Fazil Iskander, escritor
- Dimitri Gulya, escritor
- Samson Chanba, escritor y estadista
- Bagrat Shinkuba, escritor y político
- Aleksandr Chachba, artista

Las monedas de diez apsar están hechas de plata y las de cincuenta apsar están hechas de oro. El número de monedas producido es bajo: 2.000 monedas fueron acuñadas en plata y 1.000 monedas en oro.

## Monedas conmemorativas del decimoquinto aniversario del triunfo abjaso en la guerra de Abjasia
|                                       | Vladislav Ardzinba y el Estado Abjaso |                        |                                |
| Diseñador: B.R. Japua, V.M. Erokhin   | Diseñador: B.R. Japua, V.M. Erokhin   | Emisora: Casa de Moscú | Emisora: Casa de Moscú         |
| Valor: 10 apsar                       | Metal: Ag 925                         | Emisión: 2.000 monedas | Calidad: Proof-like            |
| Puesta a circular: 26.09.2008         | Diámetro: 39.0mm                      | Espesor: 3,30±0,35mm   | Peso: 33,94±0,31g              |
|                                       | Vladislav Ardzinba y el Estado Abjaso |                        |                                |
| Diseñadores: B.R. Japua, V.M. Erokhin | Diseñadores: B.R. Japua, V.M. Erokhin | Emisora: Casa de Moscú | Emisora: Casa de Moscú         |
| Valor: 50 apsar                       | Metal: Au 999                         | Emisión: 1.000 monedas | Calidad: Proof-like            |
| Puesta a circular: 26.09.2008         | Diámetro: 39.0mm                      | Espesor: 1,7±0,2mm     | Peso: 15,72±0,15g              |
|                                       | Victoria                              |                        |                                |
| Diseñadores: B.R. Japua, V.M. Erokhin | Diseñadores: B.R. Japua, V.M. Erokhin | Emisora: Casa de Moscú | Emisora: Casa de Moscú         |
| Valor: 10 apsar                       | Aleación: Ag 925, Au 999              | Emisión: 2.000 monedas | Calidad: Proof-like, Antiproof |
| Puesta a circular: 26.09.2008         | Diámetro: 39.0mm                      | Espesor: 3,30±0,35mm   | Peso: 33,94±0,31g              |
|                                       | Victoria                              |                        |                                |
| Diseñadores: B.R. Japua, V.M. Erokhin | Diseñadores: B.R. Japua, V.M. Erokhin | Emisora: Casa de Moscú | Emisora: Casa de Moscú         |
| Value: 50 apsar                       | Metal: Au 999                         | Emisión: 1.000 monedas | Calidad: Proof-like, Antiproof |
| Puesta a circular: 26.09.2008         | Diámetro: 39.0mm                      | Espesor: 1,7±0,2mm     | Peso: 15,72±0,15g              |

## Monedas conmemorativas con las personalidades abjasas más destacadas
|                                        | Cumpleaños número ochenta de Fazil Iskander |                        |                        |
| Diseñador: B.R. Japua                  | Diseñador: B.R. Japua                       | Emisora: Casa de Moscú | Emisora: Casa de Moscú |
| Valor: 10 apsar                        | Metal: Ag 925                               | Emisión: 2.000 monedas | Calidad: Proof-like    |
| Puesta a circular: 06.05.2009          | Diámetro: 39.0mm                            | Espesor: 3,30±0,35mm   | Peso: 33,94±0,31g      |
|                                        | Dimitri Gulia                               |                        |                        |
| Diseñadores: T.D. Kaitan, V.M. Erokhin | Diseñadores: T.D. Kaitan, V.M. Erokhin      | Emisora: Casa de Moscú | Emisora: Casa de Moscú |
| Valor: 10 apsar                        | Metal: Ag 925                               | Emisión: 1.000 monedas | Calidad: Proof-like    |
| Puesta a circular: 29.06.2009          | Diámetro: 39.0mm                            | Espesor: 3,30±0,35mm   | Peso: 33,94±0,31g      |
|                                        | Samson Chanba                               |                        |                        |
| Designers: B.R. Japua, V.M. Erokhin    | Designers: B.R. Japua, V.M. Erokhin         | Emisora: Casa de Moscú | Emisora: Casa de Moscú |
| Valor: 10 apsar                        | Metal: Ag 925                               | Emisión: 1.000 monedas | Calidad: Proof-like    |
| Puesta a circular: 29.06.2009          | Diámetro: 39.0mm                            | Espesor: 3,30±0,35mm   | Peso: 33,94±0,31g      |
|                                        | Bagrat Shinkuba                             |                        |                        |
| Diseñadores: R.T. Gablia, V.M. Erokhin | Diseñadores: R.T. Gablia, V.M. Erokhin      | Emisora: Casa de Moscú | Emisora: Casa de Moscú |
| Valor: 10 apsar                        | Metal: Ag 925                               | Emisión: 1.000 monedas | Calidad: Proof-like    |
| Puesta a circular: 29.06.2009          | Diámetro: 39.0mm                            | Espesor: 3,30±0,35mm   | Peso: 33,94±0,31g      |
|                                        | Aleksandr Chachba                           |                        |                        |
| Diseñador: B.R. Japua                  | Diseñador: B.R. Japua                       | Emisora: Casa de Moscú | Emisora: Casa de Moscú |
| Valor: 10 apsar                        | Metal: Ag 925                               | Emisión: 1.000 monedas | Calidad: Proof-like    |
| Puesta a circular: 16.11.2009          | Diámetro: 39.0mm                            | Espesor: 3,30±0,35mm   | Peso: 33,94±0,31g      |

### Moneda conmemorativa
|                                        | Saga de los Nart                       |                        |                        |
| Diseñadores: R.T. Gablia, V.M. Erokhin | Diseñadores: R.T. Gablia, V.M. Erokhin | Emisora: Casa de Moscú | Emisora: Casa de Moscú |
| Valor: 25 apsar                        | Metal: Au 999                          | Cantidad: 1,000        | Calidad: Proof         |
| Puesta a circular: 16.11.2009          | Diámetro: 22.6mm                       |                        |                        |

## Billetes
El 29 de septiembre de 2018, el Banco Nacional de la República de Abjasia emitió su primer billete de 500 apsar, en conmemoración del 25 aniversario de la victoria en la "Guerra Patriótica del Pueblo de Abjasia" y su primer presidente, Vladislav Arynba. Se imprimieron 10 000 unidades, pero no se distribuyeron para circulación general.
En 2023, el Banco Nacional de la República de Abjasia emitió un billete de 25 apsars, en conmemoración del 30.º aniversario de la victoria en la Guerra Patria del Pueblo de Abjasia. Se imprimieron 15.000 billetes, pero no se emitieron para circulación general.
En abril de 2024, el banco publicó imágenes de nuevos billetes conmemorativos de 10 y 100 apsar. Estas notas se introdujeron el 10 de junio de 2024.
| Nueva serie de billetes | Nueva serie de billetes | Nueva serie de billetes | Nueva serie de billetes | Nueva serie de billetes            |
| Imagen                  | Imagen                  | Valor                   | Descripción             | Descripción                        |
| Anverso                 | Reverso                 | Valor                   | Anverso                 | Reverso                            |
| ----------------------- | ----------------------- | ----------------------- | ----------------------- | ---------------------------------- |
|                         |                         | 10 Apsar                | Leopardo caucásico      | Militares con traje tradicional    |
|                         |                         | 25 Apsar                | Águila en vuelo         | Dos soldados con escopeta y espada |
|                         |                         | 100 Apsar               | Ciervo rojo caucásico   | Antiguas herramientas de bronce    |
|                         |                         | 500 Apsar               | Vladislav Ardzinba      | Mapa de Abjasia                    |